# Geissorhiza setacea
Geissorhiza setacea (лат.) — невысокое многолетнее травянистое клубнелуковичных растение, вид рода Geissorhiza семейства Ирисовые (Iridaceae). Эндемик ЮАР.

## Описание
G. setacea — небольшой клубнелуковичный геофит, высотой 4-8 см. Клубнелуковица шаровидная, асимметричная, одна сторона уплощена снизу и простирается вниз веерообразным гребнем, 3-4 мм в диаметре. Чешуйки концентрические, внешние слои неравномерно фрагментированы. Стебель иногда одно-, реже двухветвистый от основания. Листьев обычно 4: нижние 3 базальные, составляют до половины длины стебля, от прямостоячих до серповидных, от линейных до узко мечевидных, 1,0-2,5 мм шириной, плоские. Верхний лист стеблевой, меньше базальных листьев, нижняя половина обхватывает стебель. Колос с одним, реже двумя, цветками; прицветники 5-7 мм длиной, верхние края иногда красноватые, внутренние немного длиннее внешних. Цветки актиноморфные, подносовидные, кремово-белые или бледно-жёлтые с тёмным центром, с красным или фиолетовым оттенком на внешней стороне внешних листочков околоцветника. Трубка околоцветника 6 мм длиной, узковоронковидная; листочки околоцветника обратнояйцевидные, (8-)10-12 x 6-8 мм. Тычиночные нити прямые, равные, 3-4 мм длиной; пыльники 2,5-4,0 мм длиной. Столбик разделяется напротив вершины пыльников.
Карликовый вид G. setacea высотой 4-8 см легче всего узнать по довольно крупным, относительно длиннотрубчатым цветкам, которые обычно растут поодиночке на коротких стеблях. Цветки обычно белые и имеют трубку околоцветника длиной ± 6 мм и листочки околоцветника длиной 8-12 мм. Также невысокий по высоте вид Geissorhiza nana имеет похожие, но более мелкие цветки с трубкой околоцветника длиной 1,0-2,5 мм и листочками околоцветника длиной 3-6(-8) мм. Хотя обычно цветки белые, популяции G. setacea имеют бледно-жёлтые цветки с черноватым центром на севере своего ареала в природном заповеднике Эландсберг около Хоуды.

## Распространение и местообитание
G. setacea — эндемик ЮАР, встречается только на юго-западе Западно-Капской провинции. Ареал простирается от Хоуды на севере до Капского полуострова, подножия гор Готтентот-Холланд и, возможно, Каледона на юге. Произрастает на влажных песчаных или суглинистых равнинах.